# Saint-Bauzille-de-Montmel
Ne doit pas être confondu avec Saint-Bauzille-de-Putois ou Saint-Bauzille-de-la-Sylve.
Saint-Bauzille-de-Montmel [sɛ̃ bozil də mɔ̃mɛl] est une commune française située dans le nord-est du département de l'Hérault, en région Occitanie.
Exposée à un climat méditerranéen, elle est drainée par la Bénovie, le Brau, le ruisseau de Cecelés et par divers autres petits cours d'eau. La commune possède un patrimoine naturel remarquable : un site Natura 2000 (les « hautes garrigues du Montpelliérais »), deux espaces protégés (le « puech des Mourgues » et les « Costières de Nimes ») et quatre zones naturelles d'intérêt écologique, faunistique et floristique.
Saint-Bauzille-de-Montmel est une commune rurale qui compte 1 212 habitants en 2022, après avoir connu une forte hausse de la population depuis 1962. Elle fait partie de l'aire d'attraction de Montpellier. Ses habitants sont appelés les Saint-Bauzillois et Saint-Bauzilloises.

## Géographie

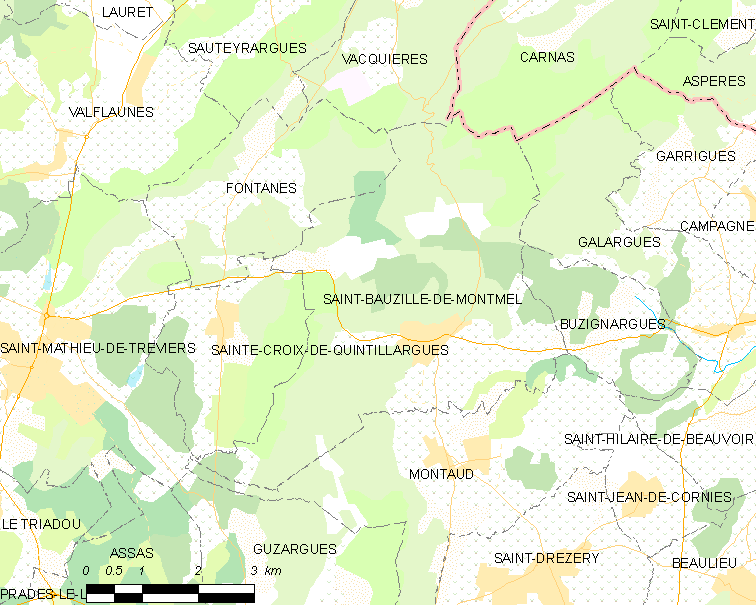
Carte du territoire communal.

Le village de Saint-Bauzille-de-Montmel est situé dans l'aire urbaine de Montpellier, à 18 km de cette ville par la route, 12 km de Sommières et 38 km de Nîmes.
Le village se trouve dans les garrigues montpelliéraines, dans un paysage typique de la région.
| Fontanès                              | Vacquières                | Carnas (Gard), Galargues |
| Sainte-Croix-de-Quintillargues        | Saint-Bauzille-de-Montmel | Buzignargues             |
| Saint-Mathieu-de-Tréviers (sur 100 m) | Montaud                   |                          |

### Climat
Pour des articles plus généraux, voir Climat de l'Occitanie et Climat de l'Hérault.
En 2010, le climat de la commune est de type climat méditerranéen franc, selon une étude s'appuyant sur une série de données couvrant la période 1971-2000. En 2020, Météo-France publie une typologie des climats de la France métropolitaine dans laquelle la commune est exposée à un climat méditerranéen et est dans la région climatique  Provence, Languedoc-Roussillon, caractérisée par une pluviométrie faible en été, un très bon ensoleillement (2 600 h/an), un été chaud (21,5 °C), un air très sec en été, sec en toutes saisons, des vents forts (fréquence de 40 à 50 % de vents > 5 m/s) et peu de brouillards.
Pour la période 1971-2000, la température annuelle moyenne est de 14 °C, avec une amplitude thermique annuelle de 17,1 °C. Le cumul annuel moyen de précipitations est de 850 mm, avec 6,2 jours de précipitations en janvier et 3,1 jours en juillet. Pour la période 1991-2020, la température moyenne annuelle observée sur la station météorologique la plus proche, située sur la commune de Prades-le-Lez à 11 km à vol d'oiseau, est de 14,6 °C et le cumul annuel moyen de précipitations est de 869,7 mm,. Pour l'avenir, les paramètres climatiques de la commune estimés pour 2050 selon différents scénarios d'émission de gaz à effet de serre sont consultables sur un site dédié publié par Météo-France en novembre 2022.

### Milieux naturels et biodiversité

#### Espaces protégés
La protection réglementaire est le mode d’intervention le plus fort pour préserver des espaces naturels remarquables et leur biodiversité associée,.
Deux espaces protégés sont présents sur la commune : 
- le « puech des Mourgues », objet d'un arrêté de protection de biotope, d'une superficie de 97 ha[9] ;
- les « Costières de Nimes », un terrain acquis (ou assimilé) par un conservatoire d'espaces naturels, d'une superficie de 2 027 ha[10].

#### Réseau Natura 2000

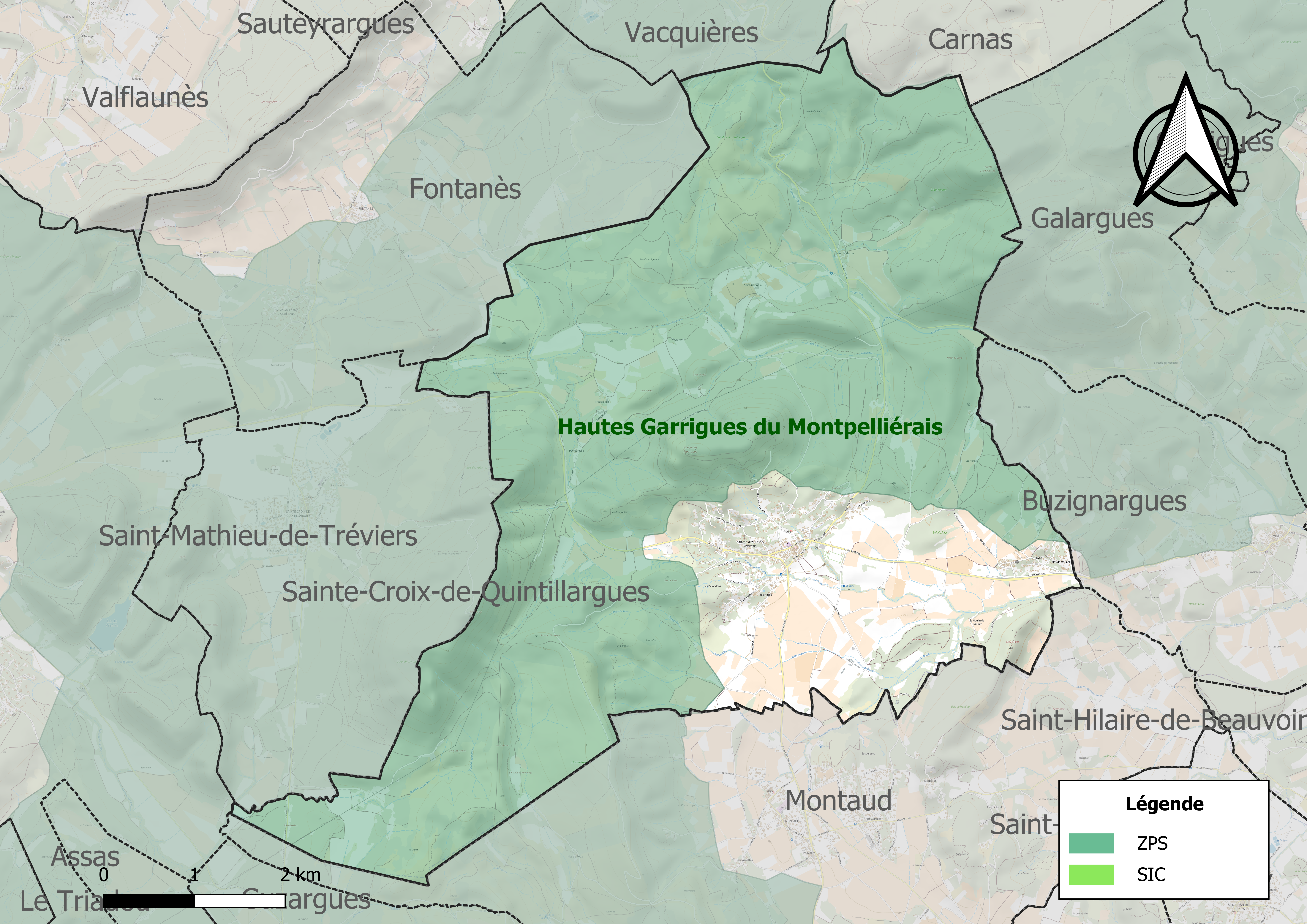
Sites Natura 2000 sur le territoire communal.

Le réseau Natura 2000 est un réseau écologique européen de sites naturels d'intérêt écologique élaboré à partir des directives habitats et oiseaux, constitué de zones spéciales de conservation (ZSC) et de zones de protection spéciale (ZPS).
Un site Natura 2000 a été défini sur la commune au titre  de la directive oiseaux : les « hautes garrigues du Montpelliérais », d'une superficie de 45 444 ha, abritant trois couples d'Aigles de Bonelli, soit 30 % des effectifs régionaux.

#### Zones naturelles d'intérêt écologique, faunistique et floristique
L’inventaire des zones naturelles d'intérêt écologique, faunistique et floristique (ZNIEFF) a pour objectif de réaliser une couverture des zones les plus intéressantes sur le plan écologique, essentiellement dans la perspective d’améliorer la connaissance du patrimoine naturel national et de fournir aux différents décideurs un outil d’aide à la prise en compte de l’environnement dans l’aménagement du territoire.
Trois ZNIEFF de type 1 sont recensées sur la commune :
- l'« aven du Mounmaou » (280 ha), couvrant 3 communes dont une dans le Gard et deux dans l'Hérault[15] ;
- le « puech des Mourgues » (248 ha)[16],
- la « vallée de la Bénovie » (223 ha), couvrant 4 communes du département[17] ;

et une ZNIEFF de type 2, : 
les « plaines et garrigues du Nord Montpelliérais » (13 097 ha), couvrant 25 communes dont six dans le Gard et 19 dans l'Hérault.

Carte des ZNIEFF de type 1 et 2 à Saint-Bauzille-de-Montmel.
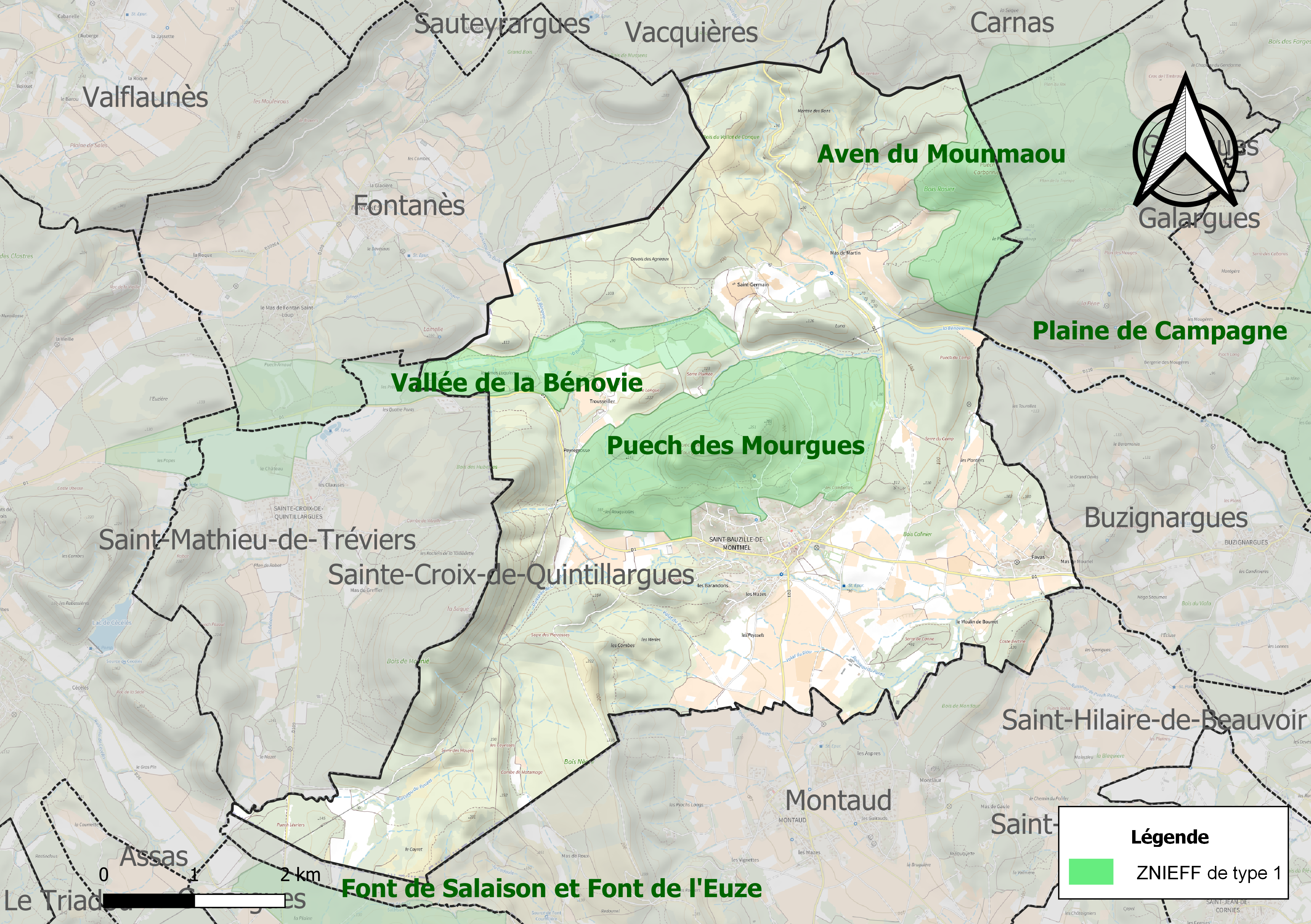
Carte des ZNIEFF de type 1 sur la commune.
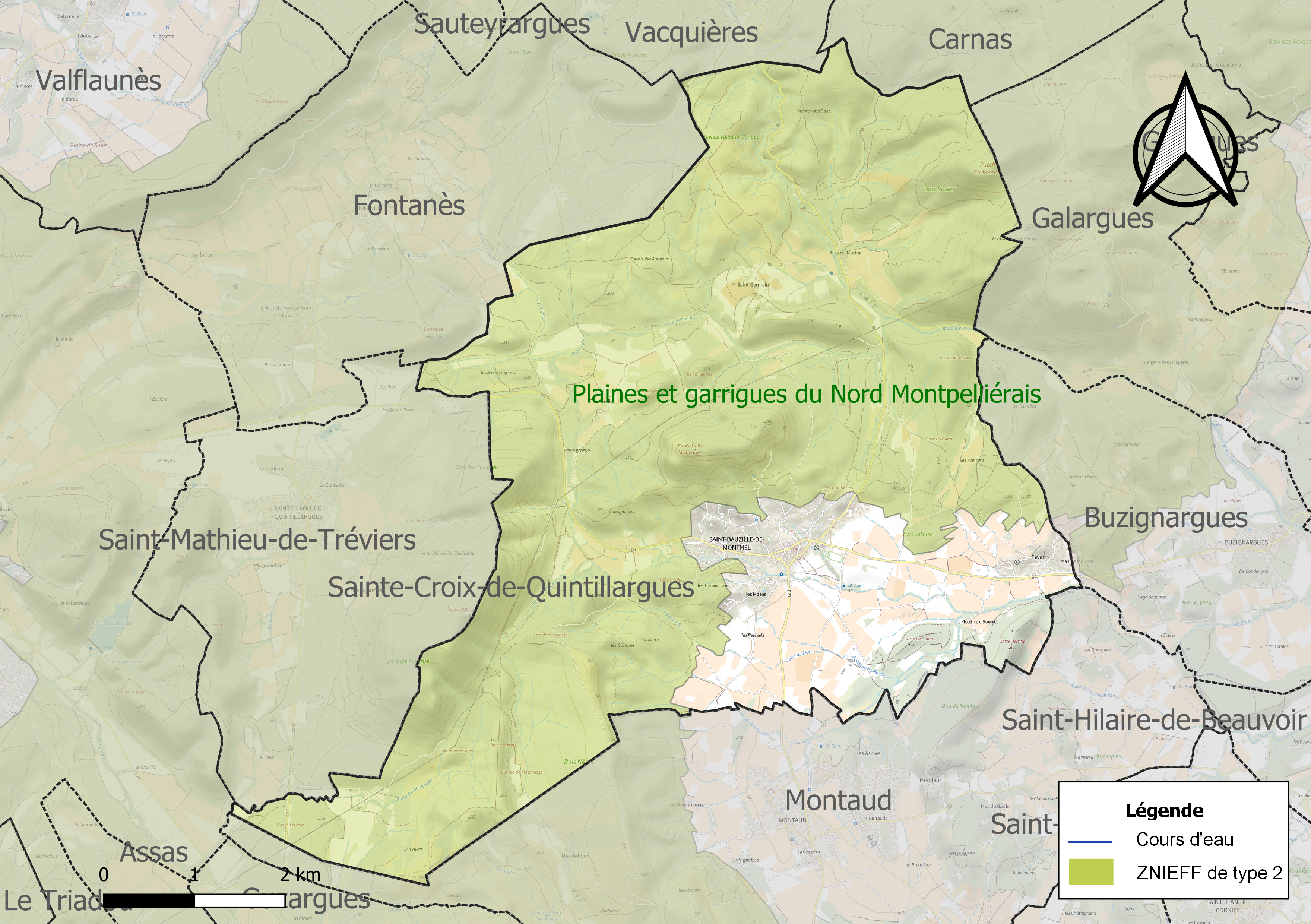
Carte de la ZNIEFF de type 2 sur la commune.

## Urbanisme

### Typologie
Au 1er janvier 2024, Saint-Bauzille-de-Montmel est catégorisée bourg rural, selon la nouvelle grille communale de densité à sept niveaux définie par l'Insee en 2022.
Elle est située hors unité urbaine. Par ailleurs la commune fait partie de l'aire d'attraction de Montpellier, dont elle est une commune de la couronne,. Cette aire, qui regroupe 161 communes, est catégorisée dans les aires de 700 000 habitants ou plus (hors Paris),.

### Occupation des sols
L'occupation des sols de la commune, telle qu'elle ressort de la base de données européenne d’occupation biophysique des sols Corine Land Cover (CLC), est marquée par l'importance des forêts et milieux semi-naturels (71,3 % en 2018), en diminution par rapport à 1990 (74,2 %). La répartition détaillée en 2018 est la suivante : 
milieux à végétation arbustive et/ou herbacée (46 %), forêts (25,2 %), cultures permanentes (17,6 %), zones agricoles hétérogènes (7,9 %) et zones urbanisées (3,3 %). L'évolution de l’occupation des sols de la commune et de ses infrastructures peut être observée sur les différentes représentations cartographiques du territoire : la carte de Cassini (XVIIIe siècle), la carte d'état-major (1820-1866) et les cartes ou photos aériennes de l'IGN pour la période actuelle (1950 à aujourd'hui).

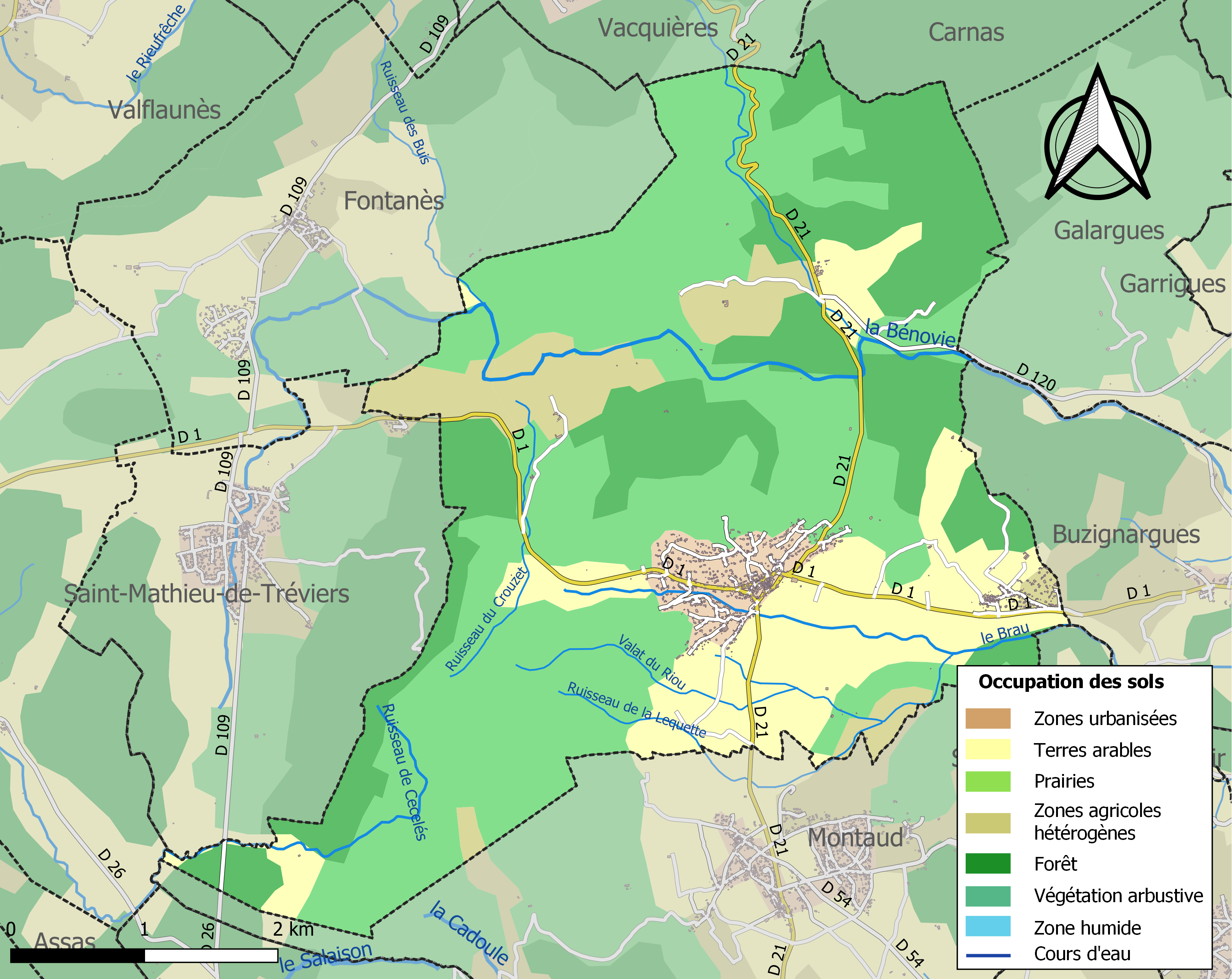
Carte des infrastructures et de l'occupation des sols de la commune en 2018 (CLC).

### Risques majeurs
Le territoire de la commune de Saint-Bauzille-de-Montmel est vulnérable à différents aléas naturels : météorologiques (tempête, orage, neige, grand froid, canicule ou sécheresse), inondations, feux de forêts et séisme (sismicité faible). Il est également exposé à un risque particulier : le risque de radon. Un site publié par le BRGM permet d'évaluer simplement et rapidement les risques d'un bien localisé soit par son adresse soit par le numéro de sa parcelle.

#### Risques naturels
Certaines parties du territoire communal sont susceptibles d’être affectées par le risque d’inondation par débordement de cours d'eau, notamment la Bénovie. La commune a été reconnue en état de catastrophe naturelle au titre des dommages causés par les inondations et coulées de boue survenues en 1982, 2002, 2003, 2006 et 2014,.
Saint-Bauzille-de-Montmel est exposée au risque de feu de forêt. Un plan départemental de protection des forêts contre les incendies (PDPFCI) a été approuvé en juin 2013 et court jusqu'en 2022, où il doit être renouvelé. Les mesures individuelles de prévention contre les incendies sont précisées par deux arrêtés préfectoraux et s’appliquent dans les zones exposées aux incendies de forêt et à moins de 200 mètres de celles-ci. L’arrêté du 25 avril 2002 réglemente l'emploi du feu en interdisant notamment d’apporter du feu, de fumer et de jeter des mégots de cigarette dans les espaces sensibles et sur les voies qui les traversent sous peine de sanctions. L'arrêté du 11 mars 2013 rend le débroussaillement obligatoire, incombant au propriétaire ou ayant droit,.

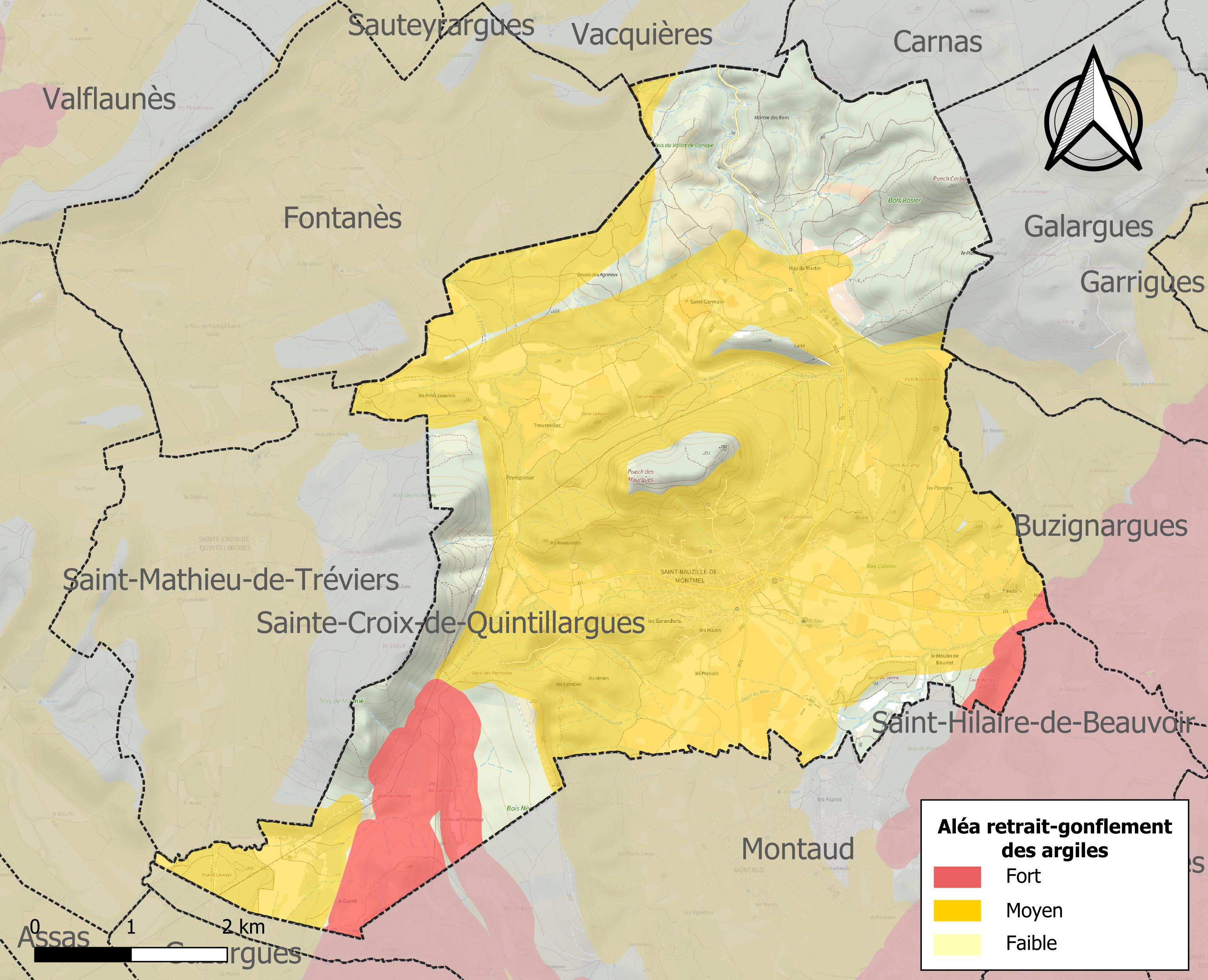
Carte des zones d'aléa retrait-gonflement des sols argileux de Saint-Bauzille-de-Montmel.

Le retrait-gonflement des sols argileux est susceptible d'engendrer des dommages importants aux bâtiments en cas d’alternance de périodes de sécheresse et de pluie. 72 % de la superficie communale est en aléa moyen ou fort (59,3 % au niveau départemental et 48,5 % au niveau national). Sur les 429 bâtiments dénombrés sur la commune en 2019, 427 sont en aléa moyen ou fort, soit 100 %, à comparer aux 85 % au niveau départemental et 54 % au niveau national. Une cartographie de l'exposition du territoire national au retrait gonflement des sols argileux est disponible sur le site du BRGM,.
Par ailleurs, afin de mieux appréhender le risque d’affaissement de terrain, l'inventaire national des cavités souterraines permet de localiser celles situées sur la commune.

#### Risque particulier
Dans plusieurs parties du territoire national, le radon, accumulé dans certains logements ou autres locaux, peut constituer une source significative d’exposition de la population aux rayonnements ionisants. Certaines communes du département sont concernées par le risque radon à un niveau plus ou moins élevé. Selon la classification de 2018, la commune de Saint-Bauzille-de-Montmel est classée en zone 2, à savoir zone à potentiel radon faible mais sur lesquelles des facteurs géologiques particuliers peuvent faciliter le transfert du radon vers les bâtiments.

## Politique et administration

### Liste des maires

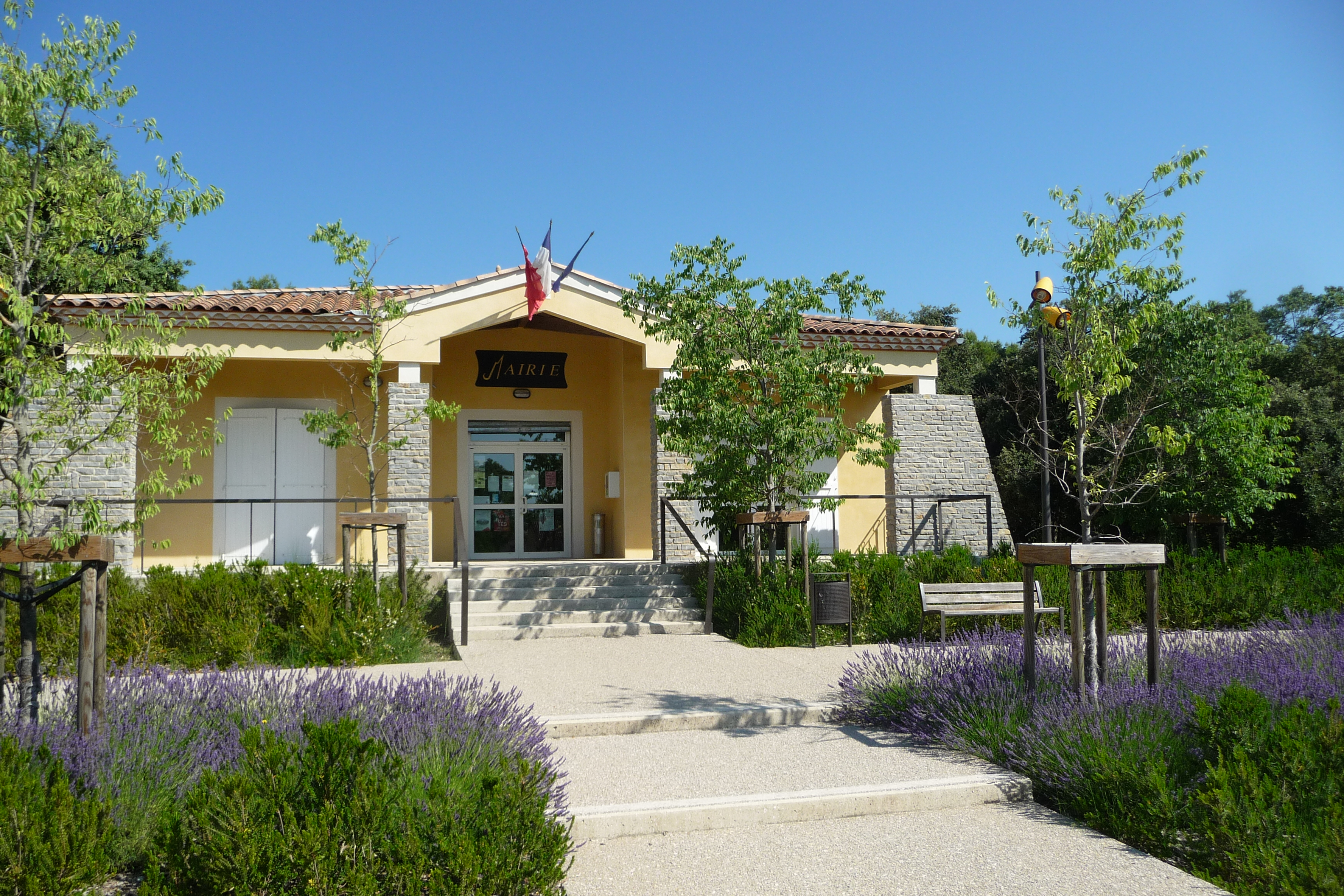
La mairie.

| Période   | Période   | Identité           | Étiquette | Qualité    |
| --------- | --------- | ------------------ | --------- | ---------- |
| 1947      | 1955      | Antoine Raynal     |           |            |
| 1955      | 1965      | Célestin Daude     |           |            |
| 1965      | 1977      | Pierre Boutin      |           |            |
| 1977      | 1989      | Henri Raynal       |           |            |
| 1989      | mars 2014 | Jacques Daudé      | SE        |            |
| mars 2014 | En cours  | Françoise Matheron | SE        | Professeur |

### Tendances politiques et résultats
| Scrutin             | Scrutin             | 1er tour | 1er tour   | 1er tour | 1er tour | 1er tour    | 1er tour | 1er tour | 1er tour  | 1er tour | 1er tour | 1er tour   | 1er tour | 2d tour | 2d tour | 2d tour | 2d tour | 2d tour | 2d tour |
| Scrutin             | Scrutin             | 1er      | 1er        | %        | 2e       | 2e          | %        | 3e       | 3e        | %        | 4e       | 4e         | %        | 1er     | 1er     | %       | 2e      | 2e      | %       |
| ------------------- | ------------------- | -------- | ---------- | -------- | -------- | ----------- | -------- | -------- | --------- | -------- | -------- | ---------- | -------- | ------- | ------- | ------- | ------- | ------- | ------- |
| Présidentielle 2017 | Présidentielle 2017 |          | EM         | 29,15    |          | FN          | 20,42    |          | LFI       | 20,00    |          | LR         | 15,07    |         | EM      | 69,57   |         | FN      | 30,43   |
| Présidentielle 2022 | Présidentielle 2022 |          | LREM       | 32,14    |          | LFI         | 20,41    |          | RN        | 18,75    |          | REC        | 8,93     |         | LREM    | 66,62   |         | RN      | 33,38   |
| Législatives 2022   | 4e                  |          | LREM (ENS) | 31,95    |          | LFI (NUPES) | 27,41    |          | RN        | 16,26    |          | PS (diss.) | 9,83     |         | LFI     | 58,25   |         | RN      | 41,75   |
| Législatives 2024   | 4e                  |          | RN         | 34,28    |          | LFI (NFP)   | 32,66    |          | HOR (ENS) | 30,50    |          | REC        | 2,29     |         | LFI     | 55,17   |         | RN      | 44,83   |

## Démographie
L'évolution du nombre d'habitants est connue à travers les recensements de la population effectués dans la commune depuis 1793. Pour les communes de moins de 10 000 habitants, une enquête de recensement portant sur toute la population est réalisée tous les cinq ans, les populations de référence des années intermédiaires étant quant à elles estimées par interpolation ou extrapolation. Pour la commune, le premier recensement exhaustif entrant dans le cadre du nouveau dispositif a été réalisé en 2008.

En 2022, la commune comptait 1 212 habitants, en évolution de +19,76 % par rapport à 2016 (Hérault : +7,49 %, France hors Mayotte : +2,11 %).
| 1793 | 1800 | 1806 | 1821 | 1831 | 1836 | 1841 | 1846 | 1851 |
| ---- | ---- | ---- | ---- | ---- | ---- | ---- | ---- | ---- |
| 342  | 325  | 319  | 298  | 347  | 357  | 353  | 403  | 374  |

| 1856 | 1861 | 1866 | 1872 | 1876 | 1881 | 1886 | 1891 | 1896 |
| ---- | ---- | ---- | ---- | ---- | ---- | ---- | ---- | ---- |
| 374  | 407  | 431  | 422  | 401  | 294  | 282  | 321  | 283  |

| 1901 | 1906 | 1911 | 1921 | 1926 | 1931 | 1936 | 1946 | 1954 |
| ---- | ---- | ---- | ---- | ---- | ---- | ---- | ---- | ---- |
| 377  | 415  | 402  | 401  | 400  | 424  | 409  | 390  | 360  |

| 1962 | 1968 | 1975 | 1982 | 1990 | 1999 | 2006 | 2008 | 2013 |
| ---- | ---- | ---- | ---- | ---- | ---- | ---- | ---- | ---- |
| 330  | 354  | 370  | 456  | 479  | 734  | 883  | 926  | 985  |

| 2018  | 2022  | - | - | - | - | - | - | - |
| ----- | ----- | - | - | - | - | - | - | - |
| 1 031 | 1 212 | - | - | - | - | - | - | - |

## Économie

### Revenus
En 2018, la commune compte 428 ménages fiscaux, regroupant 1 115 personnes. La médiane du revenu disponible par unité de consommation est de 25 300 € (20 330 € dans le département).

### Emploi
|                | 2008   | 2013   | 2018  |
| -------------- | ------ | ------ | ----- |
| Commune        | 6,5 %  | 6,9 %  | 8,8 % |
| Département    | 10,1 % | 11,9 % | 12 %  |
| France entière | 8,3 %  | 10 %   | 10 %  |

En 2018, la population âgée de 15 à 64 ans s'élève à 646 personnes, parmi lesquelles on compte 79,6 % d'actifs (70,7 % ayant un emploi et 8,8 % de chômeurs) et 20,4 % d'inactifs,. Depuis 2008, le taux de chômage communal (au sens du recensement) des 15-64 ans est inférieur à celui de la France et du département.
La commune fait partie de la couronne de l'aire d'attraction de Montpellier, du fait qu'au moins 15 % des actifs travaillent dans le pôle,. Elle compte 110 emplois en 2018, contre 114 en 2013 et 80 en 2008. Le nombre d'actifs ayant un emploi résidant dans la commune est de 472, soit un indicateur de concentration d'emploi de 23,3 % et un taux d'activité parmi les 15 ans ou plus de 63,3 %.
Sur ces 472 actifs de 15 ans ou plus ayant un emploi, 73 travaillent dans la commune, soit 16 % des habitants. Pour se rendre au travail, 88,3 % des habitants utilisent un véhicule personnel ou de fonction à quatre roues, 1,5 % les transports en commun, 3,2 % s'y rendent en deux-roues, à vélo ou à pied et 7 % n'ont pas besoin de transport (travail au domicile).

### Activités hors agriculture

#### Secteurs d'activités
123 établissements sont implantés  à Saint-Bauzille-de-Montmel au 31 décembre 2019. Le tableau ci-dessous en détaille le nombre par secteur d'activité et compare les ratios avec ceux du département,.
| Secteur d'activité                                                                                        | Commune | Commune | Département |
| Secteur d'activité                                                                                        | Nombre  | %       | %           |
| --- | ------- | ------- | ----------- |
| Ensemble                                                                                                  | 123     | 100 %   | (100 %)     |
| Industrie manufacturière, industries extractives et autres                                                | 4       | 3,3 %   | (6,7 %)     |
| Construction                                                                                              | 25      | 20,3 %  | (14,1 %)    |
| Commerce de gros et de détail, transports, hébergement et restauration                                    | 12      | 9,8 %   | (28 %)      |
| Information et communication                                                                              | 1       | 0,8 %   | (3,3 %)     |
| Activités financières et d'assurance                                                                      | 6       | 4,9 %   | (3,2 %)     |
| Activités immobilières                                                                                    | 12      | 9,8 %   | (5,3 %)     |
| Activités spécialisées, scientifiques et techniques et activités de services administratifs et de soutien | 33      | 26,8 %  | (17,1 %)    |
| Administration publique, enseignement, santé humaine et action sociale                                    | 20      | 16,3 %  | (14,2 %)    |
| Autres activités de services                                                                              | 10      | 8,1 %   | (8,1 %)     |

Le secteur des activités spécialisées, scientifiques et techniques et des activités de services administratifs et de soutien est prépondérant sur la commune puisqu'il représente 26,8 % du nombre total d'établissements de la commune (33 sur les 123 entreprises implantées  à Saint-Bauzille-de-Montmel), contre 17,1 % au niveau départemental.

#### Entreprises et commerces
Les cinq entreprises ayant leur siège social sur le territoire communal qui génèrent le plus de chiffre d'affaires en 2020 sont : 
- Stan Creation Renovation, travaux de maçonnerie générale et gros œuvre de bâtiment (350 k€) ;
- Camille, activités des sièges sociaux (311 k€) ;
- Bati-Pose, travaux de menuiserie bois et PVC (240 k€) ;
- Lodge ST Germain Developpements, location de logements (159 k€) ;
- Holding Chaillou Investissement, activités des sièges sociaux (85 k€).

### Agriculture
Le nombre d'exploitations agricoles en activité et ayant leur siège dans la commune est de 19 lors du recensement agricole de 2020 et la surface agricole utilisée de 1810 ha,.

## Culture locale et patrimoine

### Lieux et monuments
- Église Saint-Baudile de Saint-Bauzille-de-Montmel. Édifice roman, fortement remanié dans les années 1870. Son puissant clocher porche de façade surmonté d'une flèche recouverte d'ardoise atteint 26,50 mètres. Il renferme deux cloches dont la plus petite, classée MH, date de 1651 et fut exécutée par le maître fondeur montpelliérain Lonar Bordes[40] ;
- Temple protestant de Saint-Bauzille-de-Montmel ;
- Plateau dit du « puech des Mourgues » ; haute colline dominant le village au nord, reconnaissable à son pourtour de falaises, il abrite différents habitats depuis l'époque préhistorique. On y rencontre également les restes d'un ancien couvent d'augustines qui s'y installa au Moyen Âge sous le vocable de Saint-Léon, qui fut annexé en 1435 à l'abbaye Saint-Félix-de-Montceau, d'obédience bénédictine[41]. Site classé Natura 2000 ;
- Ancien pont à une arche dit romain sur la Bénovie.

### Galerie

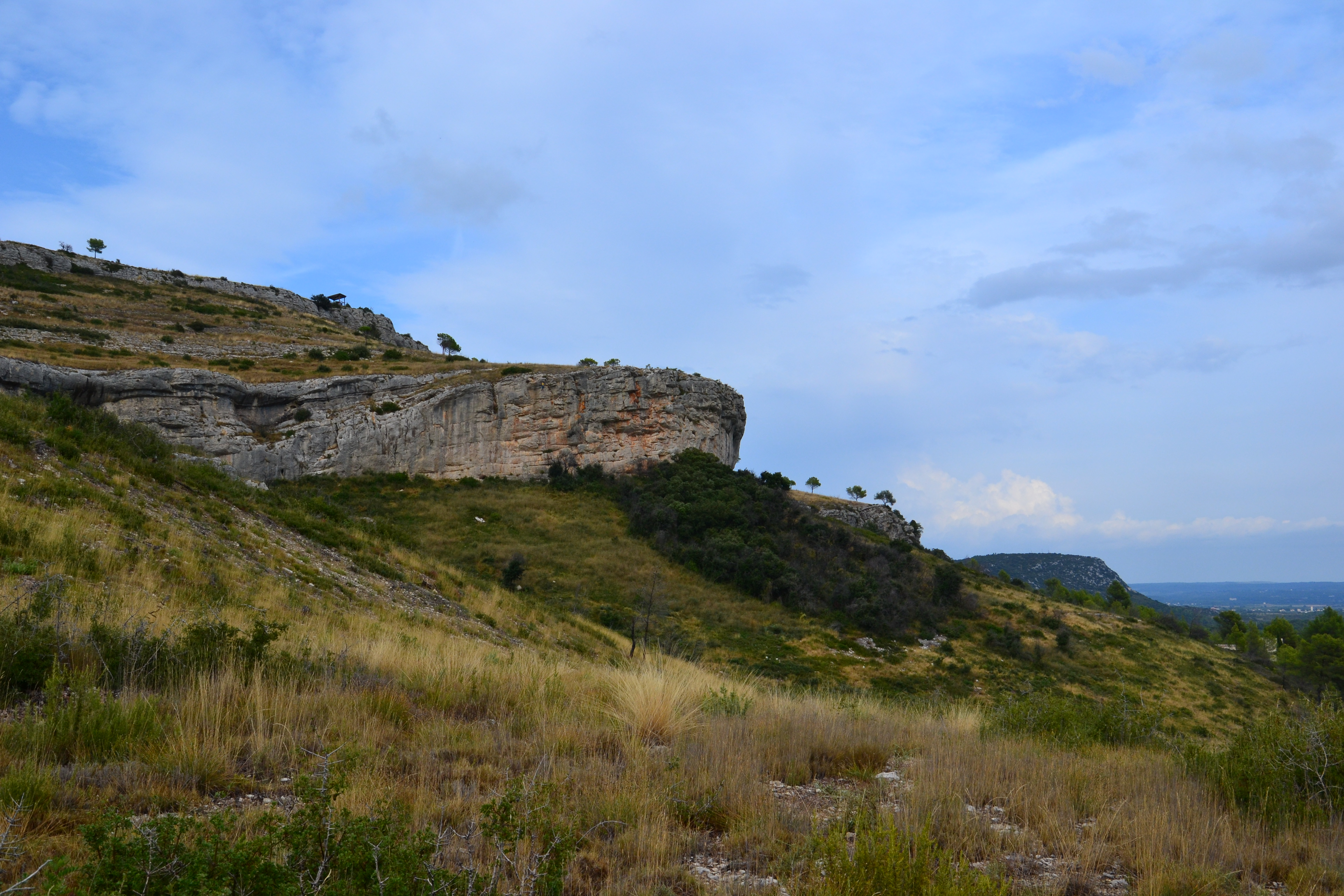
Le puech des Mourgues.
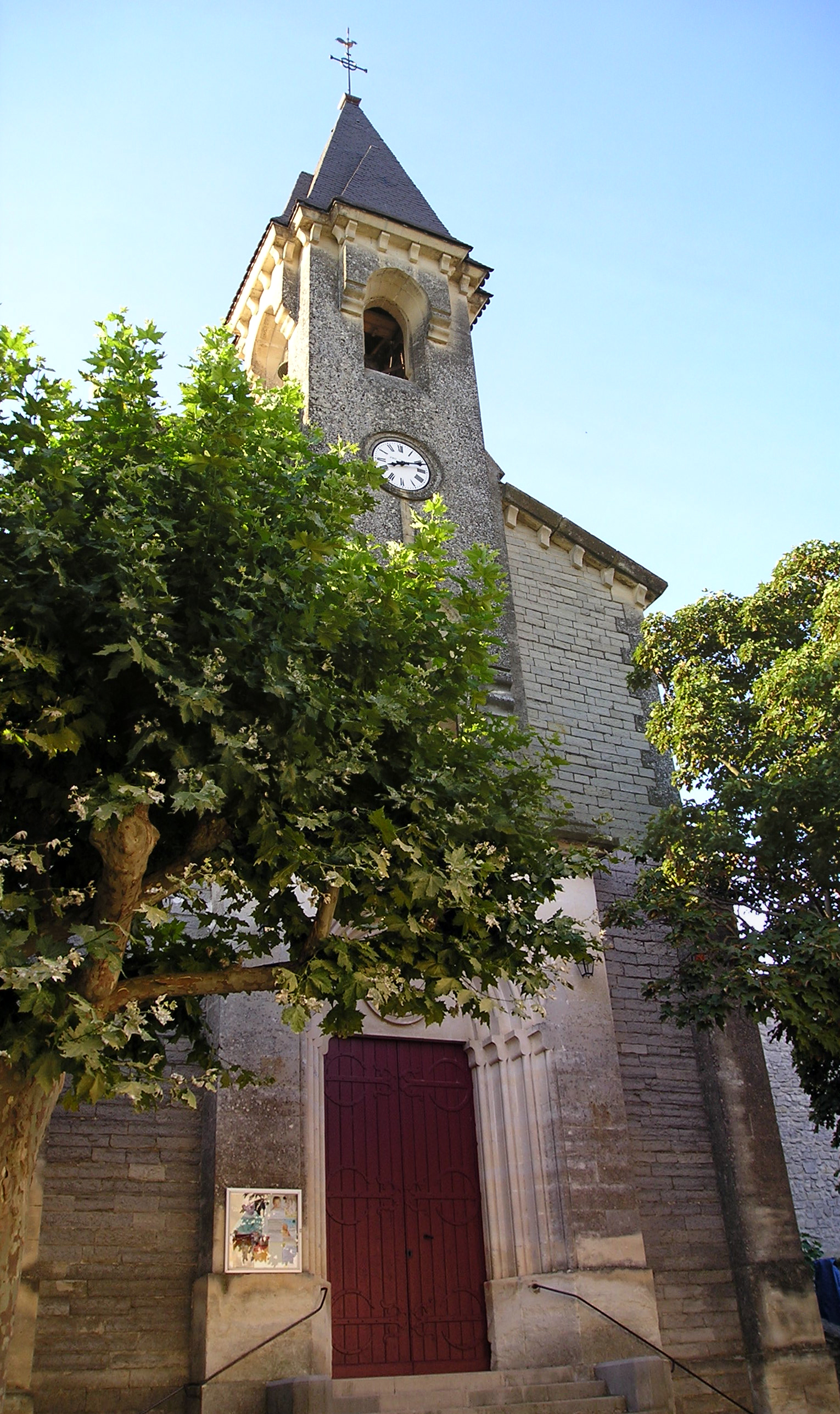
L'église Saint-Bauzille.
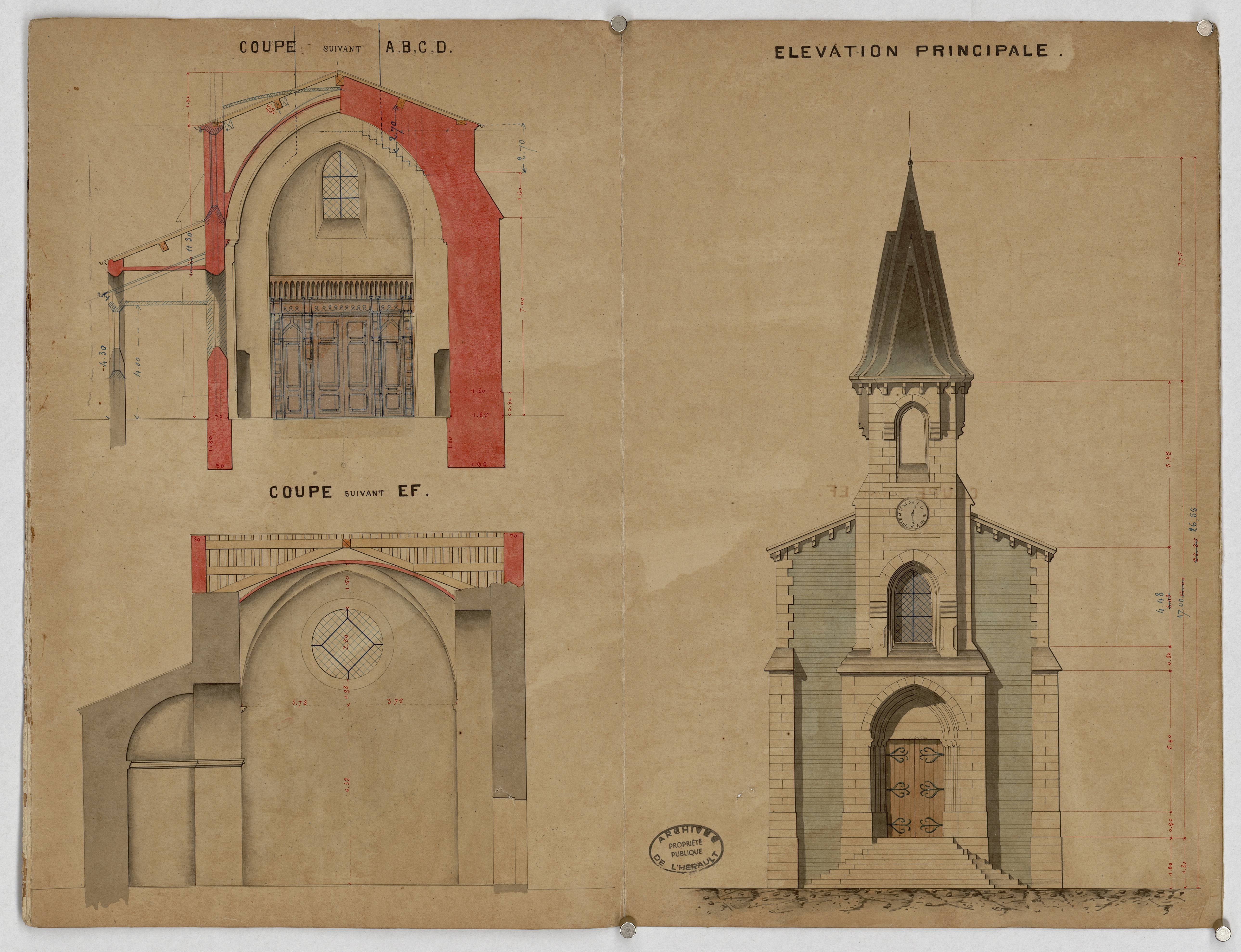
Projet d'agrandissement de l'église : élévation, plan et coupes (1873).
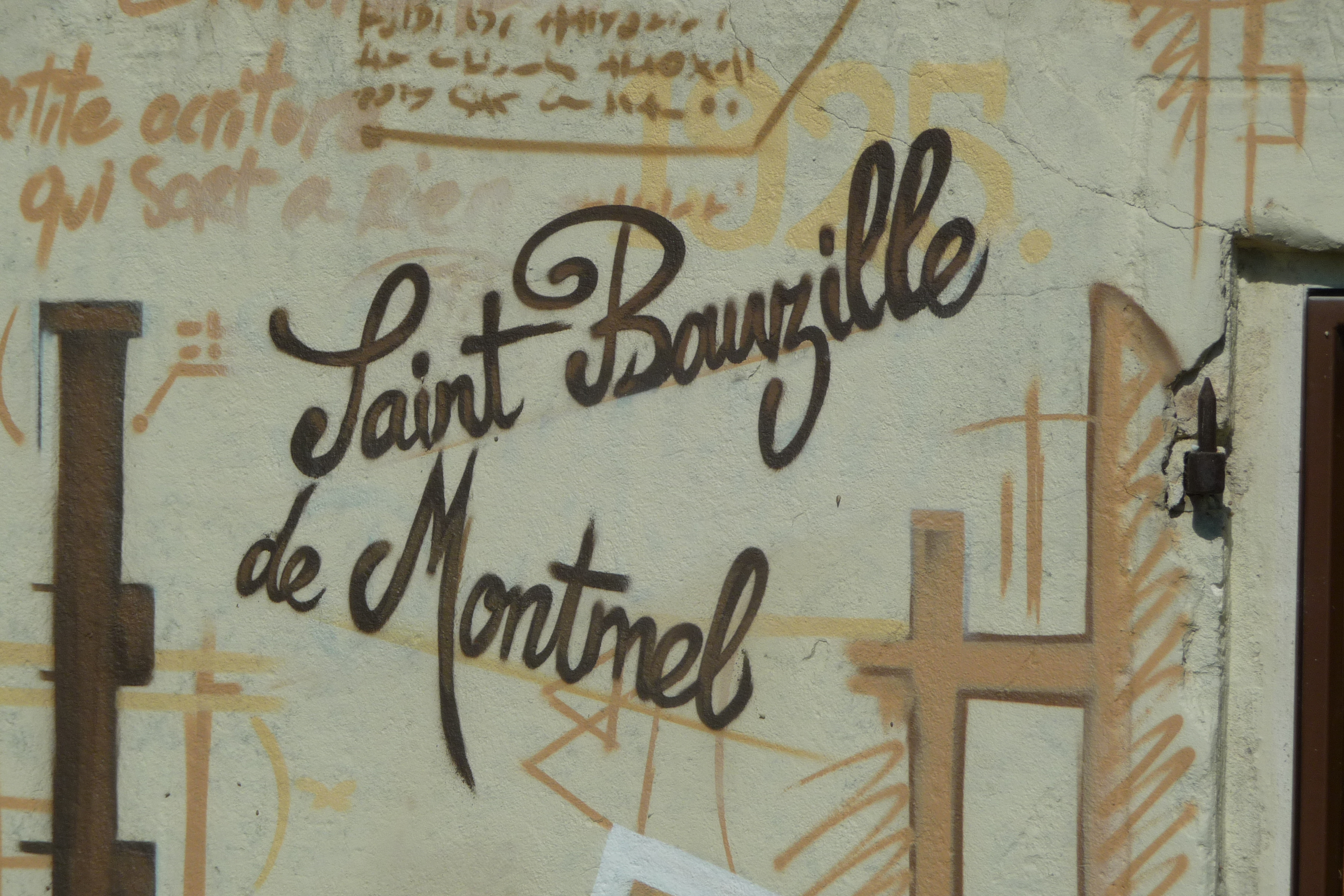
Puits communal.

### Héraldique
| Armes de Saint-Bauzille-de-Montmel | Les armes de Saint-Bauzille-de-Montmel se blasonnent ainsi : « d'azur à un saint Bauzille tenant de sa dextre une palme, le tout d'or ». |